# Franz Habicher
Franz Habicher (19. března 1844 Moravská Třebová – 5. ledna 1913 Moravská Třebová) byl rakouský stavitel a politik německé národnosti z Moravy, na konci 19. století poslanec Říšské rady.

## Život
Franz Habicher byl profesí stavitel. V Moravské Třebové projektoval budovu dívčí školy (1906) a muzea (1904–1906) v neorenesančním slohu. Jeho stavební firma v tomto městě zbudovala i četné další průmyslové objekty nebo dělnické domky. Po jeho smrti roku 1913 firmu převzal syn Franz Habicher mladší. K rodinné stavební firmě patřila i cihelna a pila.
Byl i poslancem Říšské rady (celostátního parlamentu Předlitavska), kam usedl ve volbách roku 1891 za kurii městskou na Moravě, obvod M. Třebová, Svitavy atd. Ve volebním období 1891–1897 se uvádí jako Franz Habicher, stavební mistr, bytem Moravská Třebová.
Po volbách roku 1891 je na Říšské radě uváděn coby člen klubu Sjednocené německé levice, do kterého se spojilo několik ústavověrných (liberálně a centralisticky orientovaných) proudů.
Zemřel po krátké nemoci v lednu 1913.